# Ренев
Рене́в (фр. Renève) — коммуна во Франции, находится в регионе Бургундия. Департамент коммуны — Кот-д’Ор. Входит в состав кантона Мирбо-сюр-Без. Округ коммуны — Дижон.
Код INSEE коммуны — 21522.

## Население
Население коммуны на 2010 год составляло 430 человек.
| 1962 | 1968 | 1975 | 1982 | 1990 | 1999 | 2010 |
| ---- | ---- | ---- | ---- | ---- | ---- | ---- |
| 383  | 341  | 377  | 389  | 406  | 413  | 430  |

## Экономика
В 2010 году среди 289 человек трудоспособного возраста (15—64 лет) 189 были экономически активными, 100 — неактивными (показатель активности — 65,4 %, в 1999 году было 64,2 %). Из 189 активных жителей работали 179 человек (88 мужчин и 91 женщина), безработных было 10 (7 мужчин и 3 женщины). Среди 100 неактивных 15 человек были учениками или студентами, 34 — пенсионерами, 51 были неактивными по другим причинам.